# Color of Your Life
Color of Your Life – czwarty singel Michała Szpaka, pochodzący z albumu Byle być sobą. Singel swoją premierę miał 11 marca 2016 nakładem Sony Music Entertainment Poland. Utwór skomponował Sławomir Sokołowski (pod pseudonimem Andy Palmer), a tekst napisała Aldona Dąbrowska (jako Kamil Varen).
Kompozycja zwyciężyła w polskich preselekcjach i reprezentowała Polskę podczas 61. Konkursu Piosenki Eurowizji w Sztokholmie.
Utwór znalazł się na 34. miejscu listy AirPlay, najczęściej odtwarzanych utworów w polskich rozgłośniach radiowych. Ponadto nagranie otrzymało w Polsce status diamentowego singla, przekraczając liczbę 100 tysięcy sprzedanych kopii.

## Historia utworu

### Geneza
Utwór skomponował Sławomir Sokołowski pod pseudonimem Andy Palmer, a tekst napisała Aldona Dąbrowska, posługując się pseudonimem Kamil Varen. Piosenka została wydana w formacie digital download 11 marca 2016 oraz jako czwarty singiel z płyty Michała Szpaka pt. Byle być sobą.

„Color of Your Life” to utwór z przesłaniem, iż nic nie trwa wiecznie a to, kim jesteśmy, czy też kim możemy być, zależy tylko od nas. Nie ma życia bez łez, nie ma życia bez strachu, wszystko ma swój skutek i przyczynę. Kolor naszego życia zależy tylko od naszych życiowych wyborów.

### Teledysk
21 grudnia 2015 w serwisie YouTube do piosenki został opublikowany tzw. „lyric video” („teledysk tekstowy”). 13 marca 2016 na kanale Konkursu Piosenki Eurowizji na YouTube ukazał się oficjalny teledysk do utworu. Klip został zrealizowany w Parku Krajobrazowym w Bukowcu oraz w Teatrze Muzycznym w Poznaniu. Za realizację materiału odpowiedzialny był Janusz Tatarkiewicz. 14 marca 2016 piosenka dotarła na pierwsze miejsce Top 25 „najczęściej oglądanych teledysków teraz” Vevo Polska.

### Konkurs Piosenki Eurowizji
Utwór został zgłoszony jako propozycja do 61 Konkursu Piosenki Eurowizji organizowanym w Sztokholmie w maju 2016. Piosenka została zakwalifikowana do stawki finałowej krajowych eliminacji eurowizyjnych, które zostały rozstrzygnięte 5 marca 2016. Propozycja z wynikiem 35,89% zwyciężyła w finale programu i reprezentowała Polskę podczas Eurowizji 2016 w Sztokholmie. Piosenka została zaprezentowana podczas drugiego półfinału i awansowała do finału, w którym zajęła ósme miejsce po zdobyciu 229 pkt, w tym 7 pkt od jury i 222 pkt od widzów.

### Odbiór i wykonania na żywo

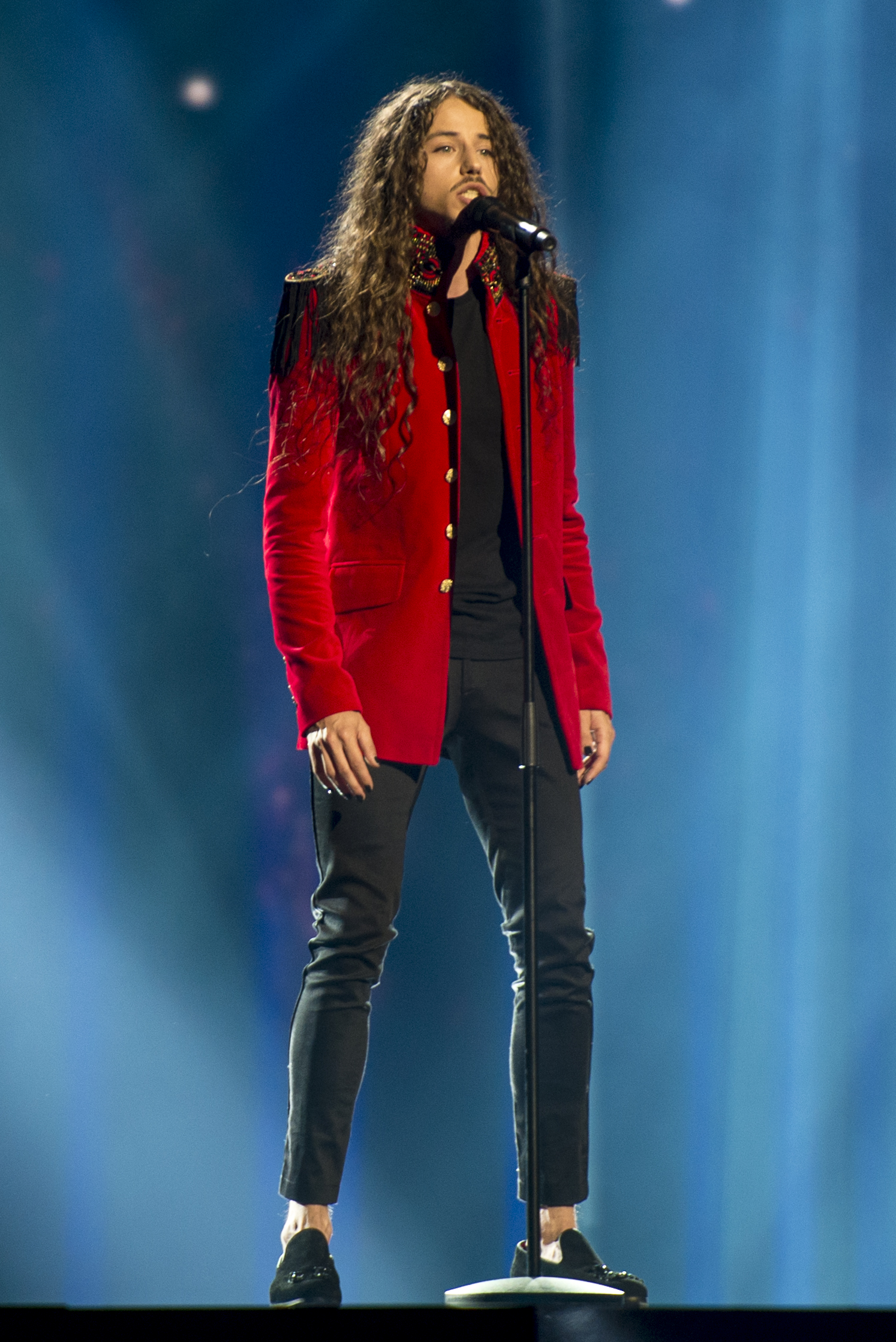
Michał Szpak w 61. Konkursie Piosenki Eurowizji (2016)

Po zwycięstwie w Krajowych Eliminacjach utwór „Color of Your Life” został posądzony o plagiat numeru „Dawaj za” rosyjskiego zespołu Lube. Wytwórnia Sony Music Entertainment Poland wydała oficjalne oświadczenie, w którym niezależny ekspert muzyczny Rafał Rozmus zaprzeczył, jakoby piosenka była plagiatem.
Pierwsze, niepełne (1:40) wykonanie utworu na żywo miało miejsce 24 lutego 2016 w programie Świat się kręci. 27 lutego 2016 w sali kameralnej MDK w Mińsku Mazowieckim odbył się koncert Michała Szpaka, na którym akustycznie wykonał m.in. utwór „Color of Your Life”. 1 marca 2016 piosenka została zaprezentowana w programie śniadaniowym Dzień dobry TVN. 5 marca 2016 utwór został wykonany podczas Krajowych Eliminacji do Konkursu Piosenki Eurowizji. Wokalista wystąpił w czerwonym fraku z trzema skrzypaczkami, pianistą i wiolonczelistką. W ramach imprez promocyjnych do Konkursu Eurowizji 9 kwietnia 2016 piosenka została zaprezentowana podczas Eurovision in Concert w Amsterdamie, 12 kwietnia podczas Israel Calling w Izraelu, a 17 kwietnia podczas London Eurovision Party w Zjednoczonym Królestwie.

## Lista utworów
- Digital download[24]

1. „Color of Your Life” – 3:20

- Wersja eurowizyjna[20]

1. „Color of Your Life” – 3:00

## Notowania

### Pozycje na listach sprzedaży
| Kraj (2016)                 | Najwyższa pozycja |
| --------------------------- | ----------------- |
| Austria (Ö3 Austria Top 40) | 66                |
| Francja (SNEP)              | 156               |
| Szwecja (Sverigetopplistan) | 101               |

### Pozycje na listach airplay
| Kraj   | Lista (2016)      | Najwyższa pozycja |
| ------ | ----------------- | ----------------- |
| Polska | AirPlay – Top     | 34                |
| Polska | AirPlay – Nowości | 2                 |

### Pozycje na listach przebojów
| Kraj   | Lista (2016)                                                        | Najwyższa pozycja |
| ------ | ------------------------------------------------------------------- | ----------------- |
| Polska | Radio Pomorza i Kujaw (Lista przebojów)                             | 1                 |
| Polska | Radio Zachód (Mniej Więcej Lista)                                   | 1                 |
| Polska | Radio Strefa FM (Strefa Hitów)                                      | 1                 |
| Polska | Radio Merkury (Lista przebojów)                                     | 1                 |
| Polska | Wietrzne Radio (Top 15)                                             | 1                 |
| Polska | Radio Eska (Gorąca 20)                                              | 4                 |
| Polska | Radio Szczecin (SLiP)                                               | 12                |
| Polska | Program Trzeci Polskiego Radia (Lista przebojów Programu Trzeciego) | 28                |

## Certyfikat
| Kraj          | Certyfikat | Sprzedaż |
| ------------- | ---------- | -------- |
| Polska (ZPAV) | diament    | 100 000+ |